# Hohenwutzen

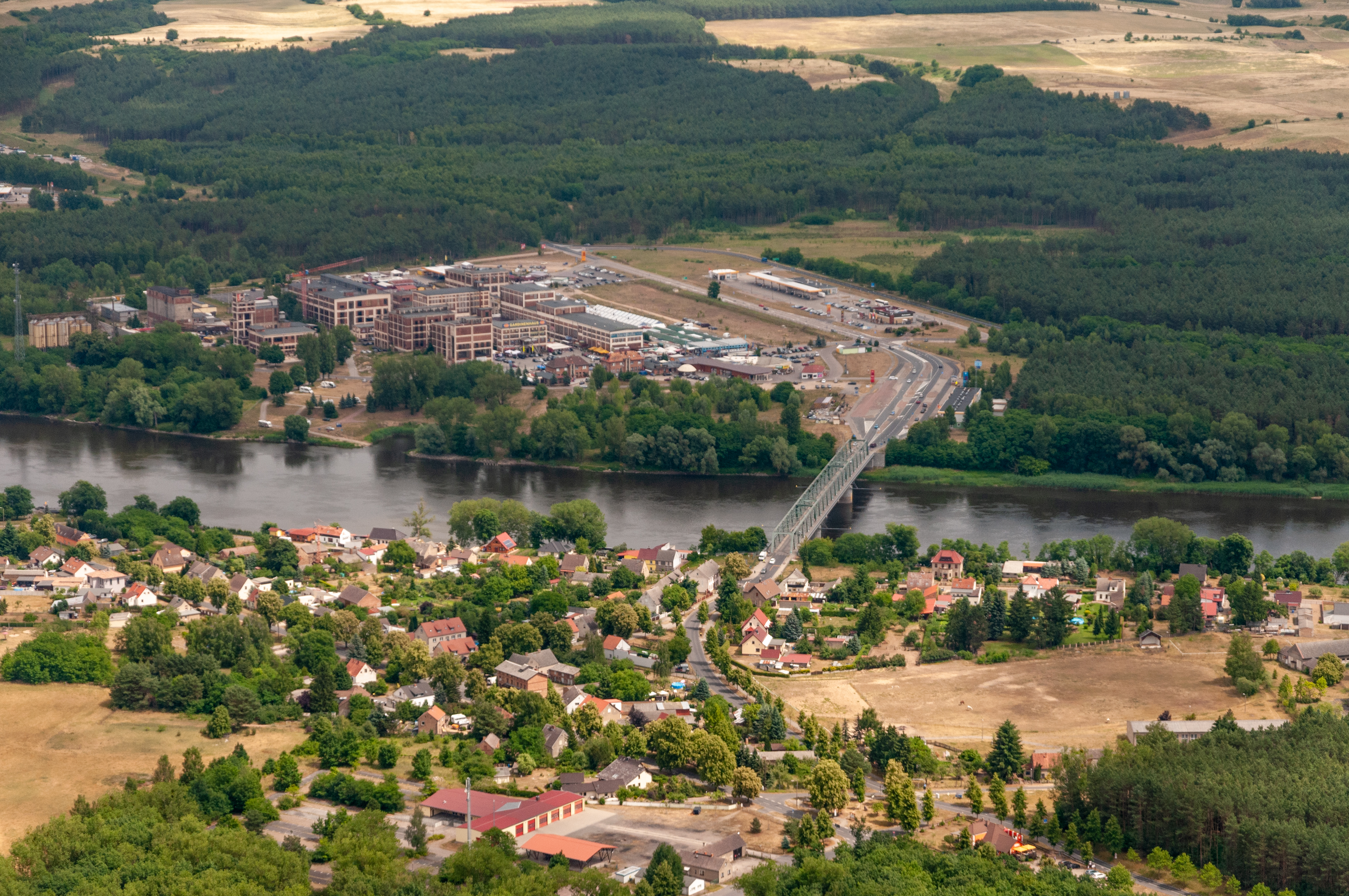
Hohenwutzen, Oderbrücke und Osinów Dolny

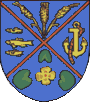
Ortswappen

Hohenwutzen ist ein Dorf der sogenannten Insel Neuenhagen im Landkreis Märkisch-Oderland. Seit der Eingemeindung im Jahre 2003 ist Hohenwutzen ein Ortsteil von Bad Freienwalde (Oder).

## Lage
Hohenwutzen liegt zusammen mit den Dörfern Altglietzen, Bralitz, Neuenhagen und Schiffmühle auf der Insel Neuenhagen im Norden des Oderbruchs. Hohenwutzen liegt an der Bundesstraße 158a und ist Grenzübergang nach Polen. Der polnische Nachbarort, getrennt durch die Oder-Neiße-Grenze, ist Osinów Dolny (deutsch: Niederwutzen). Mit Hohenwutzen zusammengewachsen ist das im Süden des Ortes gelegene Neuglietzen. Hohenwutzen lag an der Bahnstrecke Freienwalde–Zehden.

## Geschichte

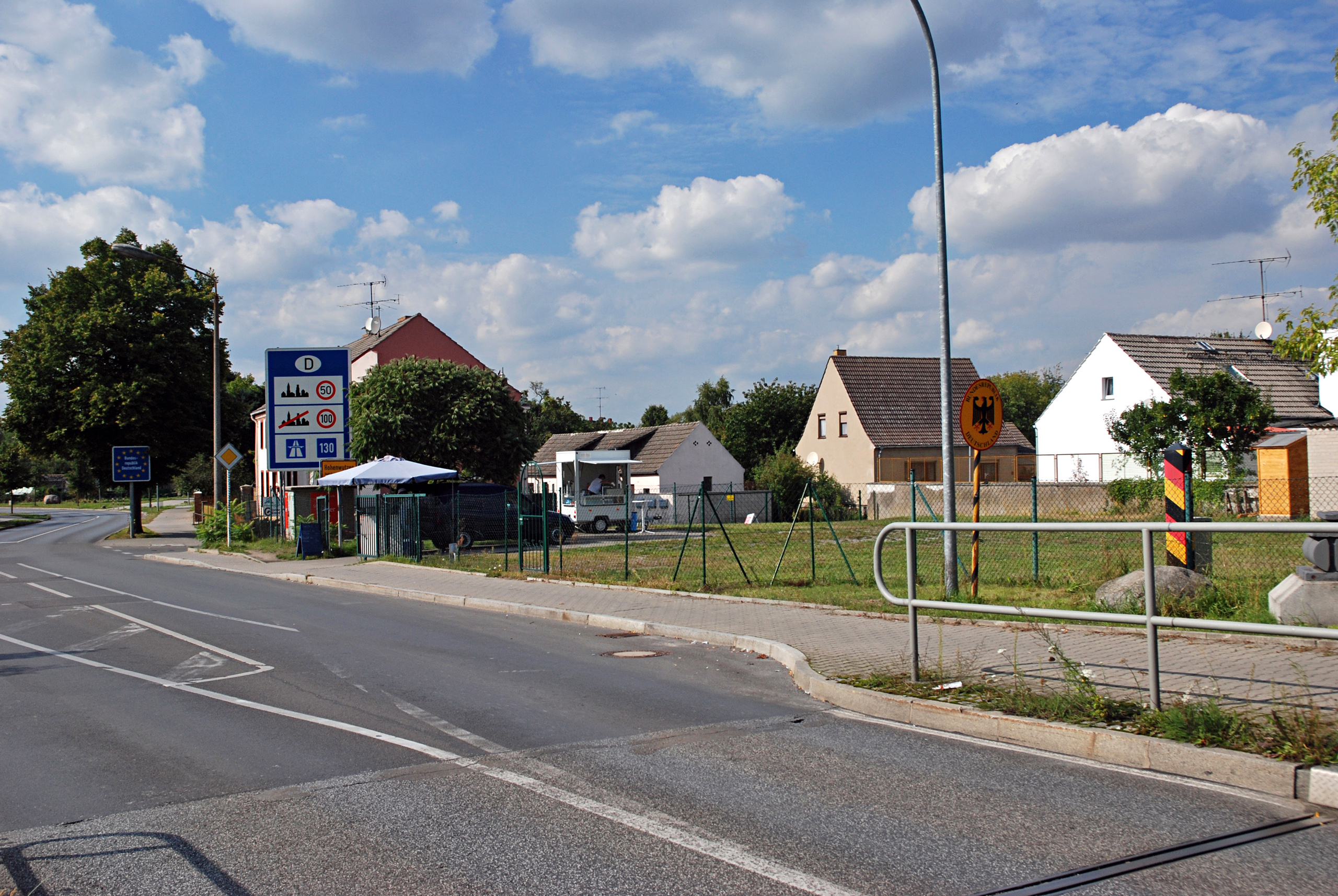
Grenze Deutschland/Polen in Hohenwutzen

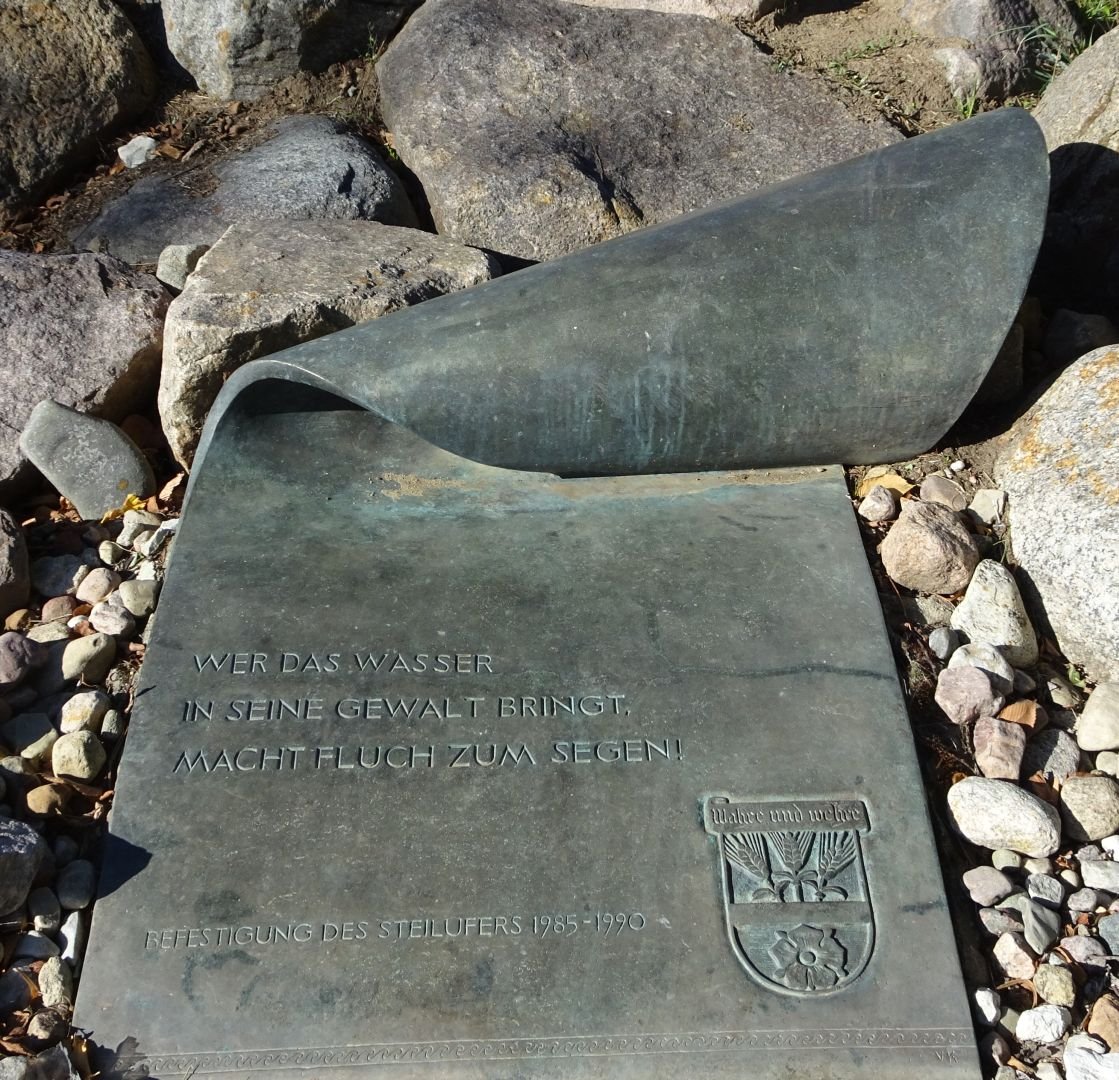
Tafel zur Erinnerung an die Befestigung des Steilufers

Hohenwutzen wurde 1337 zum ersten Mal zusammen mit anderen Dörfern der Insel Neuenhagen im Landbuch der Neumark unter dem Namen Botzow erwähnt. Das Dorf war im frühen Mittelalter von slawischen Siedlern gegründet worden. Die alte Dorfanlage weist noch die Form des wendischen Rundlings auf. Die Gehöfte sind in Hufeisenform um den Anger angeordnet. Dort wurden die Netze aufgehängt und das Vieh nachts verwahrt. Bis Mitte des 18. Jahrhunderts flossen die Wasser der Oder träge und seicht durch Sumpf und Bruch. Besonders im Frühjahr kam es häufig zu Hochwassern. Unter König Friedrich II. wurde 1747–1753 der neue Oderkanal gebaut – dadurch entstand die Neuenhagener Insel – und das Oderbruch trockengelegt. Das neu dazugewonnene, fruchtbare Land wurde unter den alten Bauern, den Fischern und neuen Siedlern verteilt. Neben der Fischerei entwickelte sich der Ackerbau und die Schifffahrt. Im Jahre 1789 entstand die Siedlung Hohenwutzener Sand, in der sich immer mehr Schiffer niederließen. Hohenwutzen Sand übertraf das alte Dorf bald an Größe. Conradsbrück, ein anderer Ortsteil, entstand in einer Talmulde an der Straße nach Bad Freienwalde. Am 1. Juli 1945 wurde der Ortsteil Neuglietzen einbezogen.
Während der Zeit der DDR wurde im Ort eine zehnklassige Polytechnische Oberschule mit Turnhalle gebaut. Am 26. Oktober 2003 wurde Hohenwutzen nach Bad Freienwalde (Oder) eingemeindet.

## Bevölkerung
| Jahr | Einwohner |
| ---- | --------- |
| 1875 | 0852      |
| 1890 | 0932      |
| 1910 | 0868      |
| 1925 | 0847      |
| 1933 | 0953      |
| 1939 | 1.052     |
| 1946 | 0904      |

| Jahr | Einwohner |
| ---- | --------- |
| 1950 | 1.074     |
| 1964 | 1.000     |
| 1971 | 0979      |
| 1981 | 0861      |
| 1985 | 0845      |
| 1989 | 0823      |
| 1990 | 818       |

| Jahr | Einwohner |
| ---- | --------- |
| 1991 | 810       |
| 1992 | 820       |
| 1993 | 820       |
| 1994 | 824       |
| 1995 | 829       |
| 1996 | 820       |
| 1997 | 824       |

| Jahr | Einwohner |
| ---- | --------- |
| 1998 | 824       |
| 1999 | 837       |
| 2000 | 837       |
| 2001 | 817       |
| 2002 | 819       |
| 2011 | 750       |
| 2017 | 728       |

Gebietsstand des jeweiligen Jahres
Am 30. Juni 2011 hatte Hohenwutzen 750 Einwohner.